# Mike Fonseca
Mike Fonseca, né le 1er mai 1995 à Køge (Danemark), est un homme politique danois, membre du Folketing depuis 2022.

## Biographie
Mike Fonseca a suivi des études d'infirmier qu'il a terminé en 2020. Il est également devenu pompier en 2022.
Engagé au sein des Modérés, le nouveau parti de l'ancien Premier ministre Lars Løkke Rasmussen, il est élu député au Folketing lors des élections législatives anticipées du 1er novembre 2022. Après le scrutin, il devient le porte-parole du groupe parlementaire des Modérés pour les questions liées aux personnes âgées, aux affaires intérieures, à la préparation aux situations d'urgence et aux épidémies. En août 2023, il devient également porte-parole sur les affaires culturelles.
Le 17 novembre 2023, il annonce son départ des Modérés pour siéger en tant qu'indépendant, après qu'il ait violé les règles de conduite du parti en fréquentant une jeune fille mineure.
En juin 2025, le média en ligne Frihedsbrevet (da) révèle grâce à des enregistrements audios que, au moment de son départ des Modérés, son président Lars Løkke Rasmussen lui a proposé 370 000 couronnes danoises pour démissionner du Folketing, où il aurait alors été remplacé par un membre du mouvement.